# Otsego Lake (Michigan)
Der Otsego Lake ist ein See im US-amerikanischen Bundesstaat Michigan.

## Geographie
Der abflusslose See liegt im Norden der Unteren Halbinsel Michigans in einer hügeligen Landschaft und verläuft in nordsüdlicher Richtung. Er ist rund 8 km lang und erreicht eine maximale Breite von 1,6 km bei einer durchschnittlichen Breite von 1,12 km. Seine Oberfläche beträgt knapp 8 km². Mit einer durchschnittlichen Tiefe von 3 m und einer maximalen Tiefe von 7 m ist er für einen See seiner Größe relativ flach.
Am Südende des Sees liegt die Siedlung Otsego Lake, direkt oberhalb von ihr am Südostufer befindet sich der Otsego Lake State Park. Unweit des Nordendes des Sees liegt der Ort Gaylord.

## Nutzung
Der See wird für diverse Freizeitaktivitäten genutzt, darunter Schwimmen, Boot- und Kanufuhren, sowie Angeln. Der am Südostufer gelegene State Park besitzt einen Badestrand. Zu den im See vorkommenden Fischarten, die geangelt werden können, gehören der Glasaugenbarsch, der Hecht, der Muskellunge, der See-Stör, der Blaue Sonnenbarsch, der Schwarzflecken-Sonnenbarsch, der Gemeiner Sonnenbarsch, der Amerikanische Flussbarsch, der Schwarzbarsch und der Forellenbarsch.

## Einzelnachweise

Otsego Lake